# Тьеполо, Баджамонте
Баджамонте (или Баямонте) Тьеполо (итал. Baiamonte Tièpolo; XIII век, Венеция — 1328, Хорватия) — итальянский революционер времён Венецианской Республики. Выходец из благородного семейства Тьеполо, внук дожа Лоренцо Тьеполо и правнук дожа Якопо Тьеполо.
В 1310 году возглавил неудавшийся заговор против правительства Венецианской республики.

## Заговор Баджамонте Тьеполо
Баджамонто Тьеполо, как и многие другие представители аристократических семейств Венеции, был недоволен политикой, которую проводил правящий дож Пьетро Градениго. Он возглавил тайный заговор, целью которого было свержение дожа. Однако вследствие предательства, ошибок в планировании, недостаточной поддержки со стороны населения и разразившегося в день выступления (15 июня 1310 года) шторма заговор потерпел неудачу. Дож успел вызвать в город верные ему войска, которые дали отпор отряду заговорщиков недалеко от площади Святого Марка. Сам Тьеполо бежал, когда увидел, как его знаменосцу размозжил голову большой камень, который бросила из окна какая-то старуха.
После разгрома Баджамонте Тьеполо сдался властям, и уже через два дня Большой совет приговорил его к ссылке в Истрию сроком на четыре года. Его дом в Венеции был разрушен, некоторые элементы здания были переданы в церковь Сан-Вио. Находясь в изгнании, Тьеполо продолжал поддерживать связи с врагами Венецианской республики. Несмотря на то, что Баджамонте Тьеполо пережил не только своего непосредственного врага, дожа Пьетро Градениго (который скончался через четыре месяца после попытки заговора Тьеполо), но и следующих двух дожей, официально вернуться в родной город власти Венеции ему так и не позволили. Точная дата смерти Баджамонте Тьеполо неизвестна, но после 1329 года его имя перестаёт упоминаться в летописях.
Одним из результатов неудавшегося переворота стало создание в Венеции Совета десяти, специального трибунала для расследования преступлений, направленных против государственного строя.

## Отражение в искусстве
- В 1769 году Валларессо[1] написал поэму «Bajamonte Tiepolo».